# Pietro Piller Cottrer
Pietro Piller Cottrer (Pieve di Cadore, 20 dicembre 1974) è un ex fondista italiano.
È diventato campione del mondo nella 15 km a tecnica libera a Oberstdorf il 17 febbraio 2005. Il 19 febbraio 2006 è stato uno dei quattro staffettisti italiani che hanno vinto la 4x10 km ai XX Giochi olimpici invernali di Torino 2006. Con 6 affermazioni a livello individuale in gare di distanza in Coppa del Mondo è l'italiano più vincente di sempre in questo format di gara.

## Biografia
Originario di Sappada e soprannominato "Caterpiller", ha debuttato in campo internazionale ai Mondiali juniores di Breitenwang nel 1994, senza conseguire risultati di rilievo.
In Coppa del Mondo ha esordito il 17 dicembre 1994 nella 15 km a tecnica libera di Sappada (90º), e ha ottenuto la prima vittoria, nonché primo podio, il 15 marzo 1997 nella 50 km a tecnica libera di Oslo. Con tale successo è così diventato il primo italiano a vincere la classica di Holmenkollen.
In carriera ha partecipato a otto edizioni dei Campionati mondiali e a quattro dei Giochi olimpici invernali, Nagano 1998 (16º nella 50 km), Salt Lake City 2002 (4º nella 30 km, 6º nell'inseguimento, 2º nella staffetta), Torino 2006 (5º nella 50 km, 3º nell'inseguimento, 1º nella staffetta) e Vancouver 2010 (2º nella 15 km, 26º nella 50 km, 14º nell'inseguimento, 9º nella staffetta). Nella gara di inseguimento di Torino fu battuto in volata dal russo Evgenij Dement'ev e dal norvegese Frode Estil; tra il vincitore, Dement'ev, e il terzo, Piller Cottrer, il distacco fu di appena 0,9 secondi, il minore registrato fino ad allora nella storia dell'inseguimento olimpico. Alcuni giorni dopo, nella staffetta 4x10 km, l'atleta veneto contribuì sensibilmente alla vittoria azzurra marcando il miglior tempo tra i frazionisti italiani e riuscendo così a passare un ottimo testimone all'ultimo azzurro in gara, Cristian Zorzi.
Nel febbraio del 2013 ha annunciato il suo ritiro.
Dalla stagione 2013-2014 ricopre il ruolo di allenatore nelle squadre nazionali giovanili di sci di fondo.

## Palmarès

### Olimpiadi
- 4 medaglie:
  - 1 oro (staffetta a Torino 2006)
  - 2 argenti (staffetta a Salt Lake City 2002; 15 km. tecnica libera a Vancouver 2010)
  - 1 bronzo (skiathlon 15 km. tecnica classica + 15 km. tecnica libera a Torino 2006)

### Mondiali
- 3 medaglie:
  - 1 oro (15 km a Oberstdorf 2005)
  - 2 bronzi (staffetta[6] a Trondheim 1997; inseguimento a Sapporo 2007)

### Coppa del Mondo
- Miglior piazzamento in classifica generale: 3º nel 2008
- Vincitore della Coppa del Mondo di distanza nel 2009
- 35 podi (20 individuali, 15 a squadre[7]), oltre a quello conquistato in sede iridata e valido ai fini della Coppa del Mondo:
  - 7 vittorie (5 individuali, 2 a squadre)
  - 18 secondi posti (8 individuali, 10 a squadre)
  - 10 terzi posti (7 individuali, 3 a squadre)

#### Coppa del Mondo - vittorie
| Data             | Luogo                   | Paese    | Disciplina                                                       |
| ---------------- | ----------------------- | -------- | ---------------------------------------------------------------- |
| 15 marzo 1997    | Oslo                    | Norvegia | 50 km TL                                                         |
| 24 novembre 2002 | Kiruna                  | Svezia   | 4x10 km (con Giorgio Di Centa, Fulvio Valbusa e Cristian Zorzi)  |
| 22 novembre 2003 | Beitostølen             | Norvegia | 15 km TL                                                         |
| 15 dicembre 2005 | Canmore                 | Canada   | 15 km TL                                                         |
| 14 gennaio 2006  | Val di Fiemme           | Italia   | 4x10 km (con Giorgio Di Centa, Valerio Checchi e Cristian Zorzi) |
| 14 marzo 2008    | Santa Caterina Valfurva | Italia   | 3,3 TL                                                           |
| 17 gennaio 2009  | Whistler                | Canada   | 30 km PU                                                         |

Legenda:

PU = inseguimento

TC = tecnica classica

TL = tecnica libera

#### Coppa del Mondo - competizioni intermedie
- 1 podio di tappa:
  - 1 vittoria

##### Coppa del Mondo - vittorie di tappa
| Data            | Località             | Nazione   | Competizione | Disciplina |
| --------------- | -------------------- | --------- | ------------ | ---------- |
| 1º gennaio 2008 | Nové Město na Moravě | Rep. Ceca | Tour de Ski  | 20 km PU   |

Legenda:

PU = inseguimento

TC = tecnica classica

TL = tecnica libera

### Campionati italiani
- 14 medaglie[1]:
  - 5 ori (50 km TL nel 2000; 30 km TC nel 2002; 50 km TL nel 2003; inseguimento nel 2006; 50 km TC nel 2007)
  - 5 argenti (30 km TC nel 2001; 15 km TL nel 2004; 15 km TL, 50 km TL, inseguimento nel 2010)
  - 4 bronzi (50 km TL nel 1995; 50 km TL nel 2002; 15 km TL nel 2007; 50 km TL nel 2008)